# Vehlgast
Vehlgast gehört zur Ortschaft Vehlgast-Kümmernitz und ist ein Ortsteil der Hansestadt Havelberg im Landkreis Stendal in Sachsen-Anhalt.

## Geographie
Vehlgast, ein Dorf mit Kirche, liegt neun Kilometer ostsüdöstlich von Havelberg an einem Altarm der Havel, der sogenannten Vehlgaster Dorfhavel. Südöstlich mündet die Dosse in die Havel.
Zum Ortsteil Vehlgast gehörten die kleine Ansiedlung Wendisch Kirchhof und die Wüstung Saldernhorst.
Die Nachbarorte sind Klein-Damerow und Damerow im Nordosten, Wendisch Kirchhof im Südosten, Kuhlhausen im Süden, Fischerberg im Südwesten, Jederitz im Westen sowie Wöplitz im Nordwesten.

## Geschichte

### Mittelalter bis Neuzeit

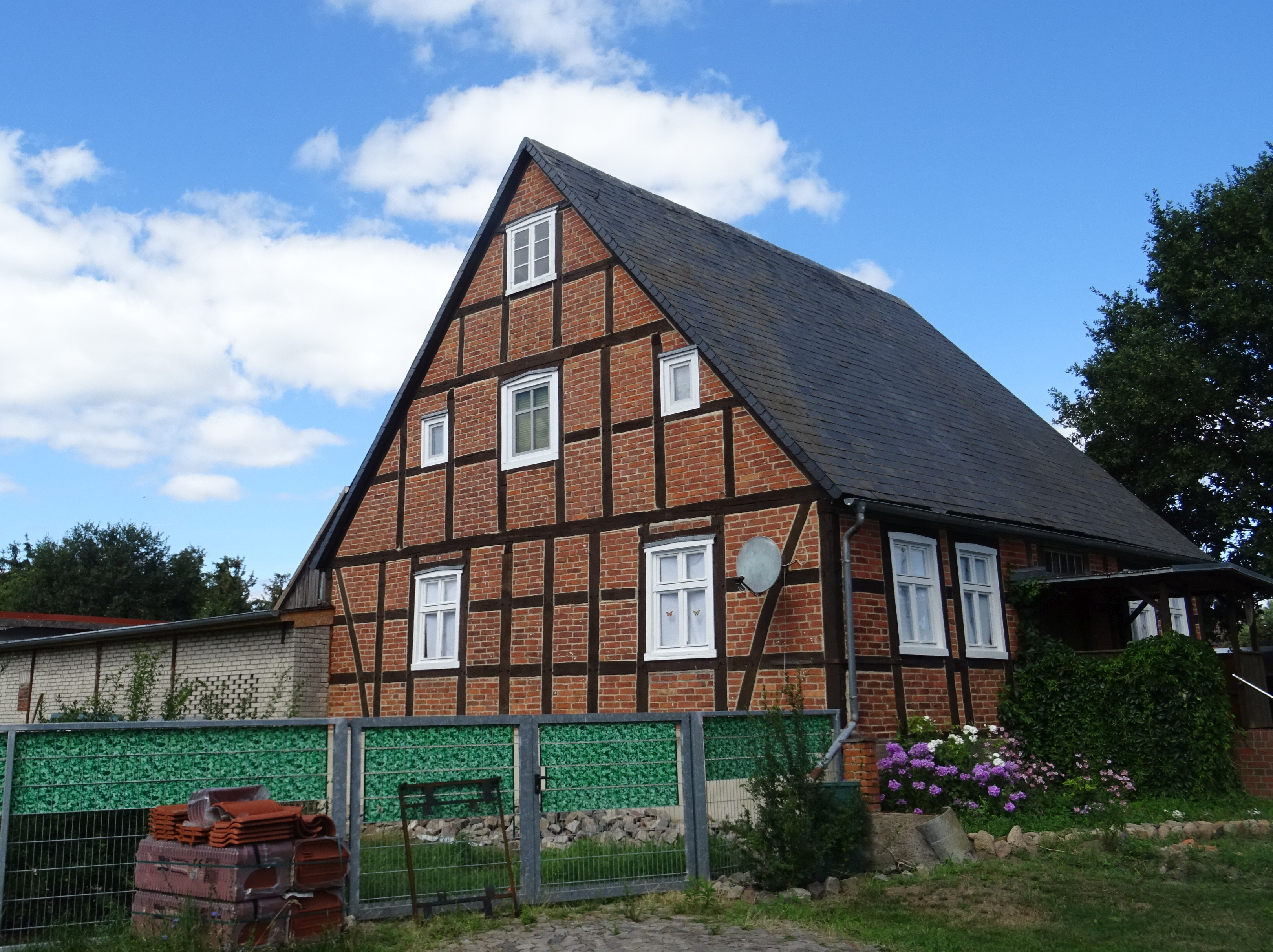
Denkmalgeschütztes Bauernhaus

Die erste Erwähnung erfolgte zwischen 1488 und 1490 als tho Weleghast in den Lehnregistern der Bischöfe von Havelberg. 1512 hieß das Dorf Velegast, 1545 Felegast, 1592 Vehlgast. 1550 lebten im Dorf 18 Fischer, 1576 standen 18 Fischerkaten im Dorf, wie aus dem Landsteuer- und Giebelgeldregister der Prignitz hervorgeht. 1592 gab es einen Lehnschulzen, einen Krüger, 12 Fischer und 4 Kossäten im Ort.
Die Fischereirechte der Hofstellen des Dorfes wurden Anfang des 20. Jahrhunderts in Wasserbüchern verzeichnet. Die Fischereirechte wurden zu DDR-Zeiten enteignet, die Fischerei wurde von der Produktionsgenossenschaft Havelberg betrieben. Der letzte Fischer zu DDR-Zeiten war 1965 Richard Meier. Nach Wiederherstellung der Fischereirechte gibt es seit 1996 die Fischereigenossenschaft Vehlgast als einen Zusammenschluss der Fischereirechtinhaber, die sich heute die Pflege des Angelsports als Hobby im Einklang mit der Natur widmen.
Das heutige Dorf entwickelte sich aus einem Rund- oder Sackgassendorf.

### Eingemeindungen
Die Gemeinde Vehlgast gehörte anfangs zum Plattenburgischen Kreis in der Prignitz, ab 1816 zum Landkreis Westprignitz in Brandenburg.
Der Gutsbezirk Damerow wurde zum 1. Januar 1929 mit der Landgemeinde Vehlgast vereinigt.
1939 wurde die Landgemeinde Saldernhorst nach Vehlgast eingemeindet, die später aufgegeben wurde und heute eine Wüstung ist.
Am 25. Juli 1952 kam die Gemeinde Vehlgast zum Kreis Havelberg im Bezirk Magdeburg. Am 1. Januar 1974 wurde die Gemeinde aufgelöst und mit Kümmernitz zur Gemeinde Vehlgast-Kümmernitz zusammengeschlossen. Seit deren Eingemeindung nach Havelberg am 1. Januar 2002 gehören die Ortsteile Vehlgast und Damerow zur Einheitsgemeinde Hansestadt Havelberg und zur Ortschaft Vehlgast-Kümmernitz.

### Einwohnerentwicklung
| Jahr | Einwohner |
| ---- | --------- |
| 1734 | 149       |
| 1772 | 165       |
| 1791 | 212       |
| 1801 | 228       |
| 1817 | 220       |
| 1837 | 290       |

| Jahr | Einwohner |
| ---- | --------- |
| 1858 | 316       |
| 1871 | 282       |
| 1895 | 256       |
| 1925 | 210       |
| 1939 | 267       |
| 1946 | 534       |

| Jahr | Einwohner |
| ---- | --------- |
| 1964 | 357       |

Quelle:

## Religion

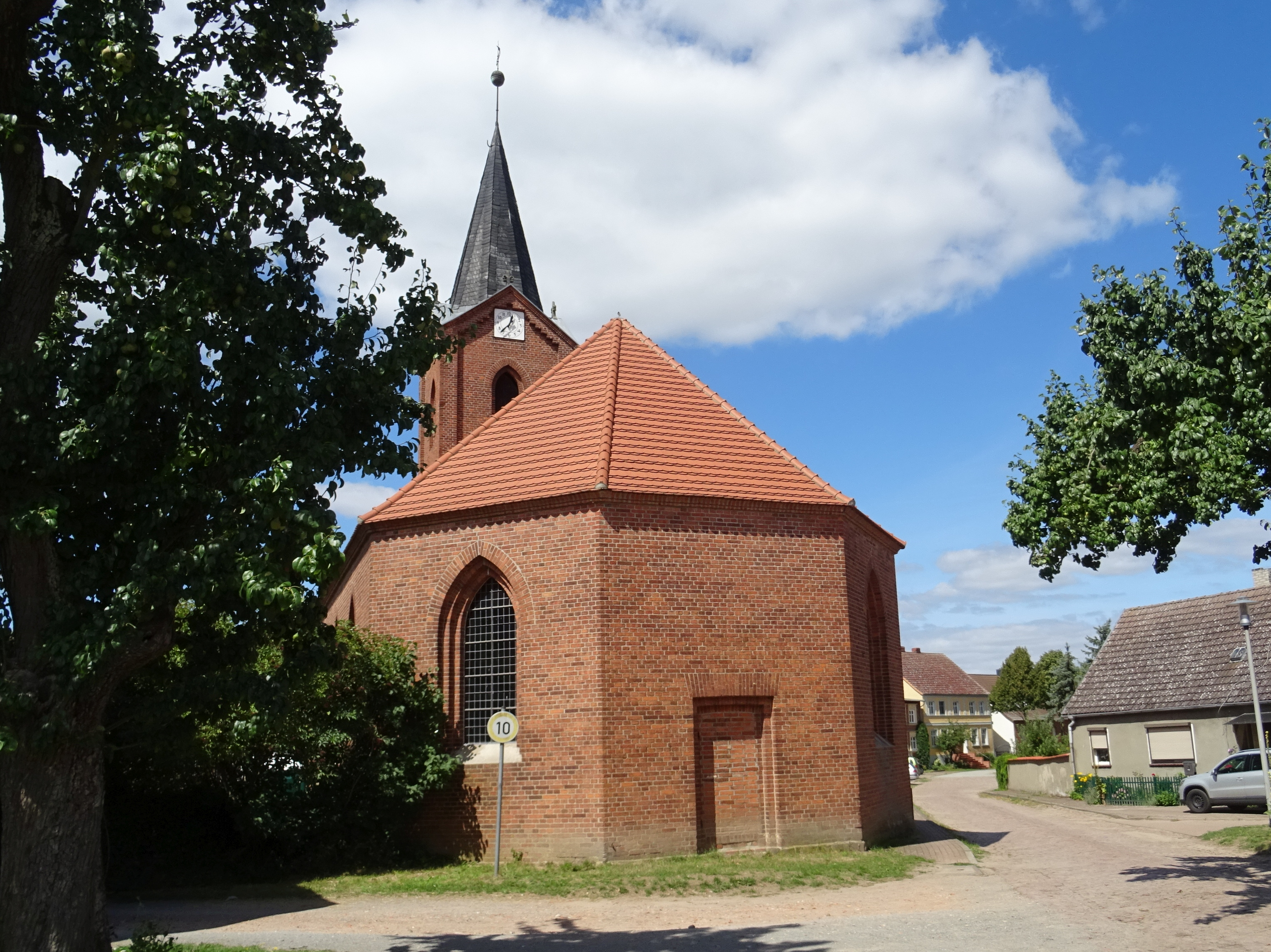
Dorfkirche Vehlgast

Die evangelische Kirchengemeinde Breddin-Vehlgast gehört zum Pfarrsprengel Breddin-Barenthin im Kirchenkreis Prignitz der Evangelischen Kirche Berlin-Brandenburg-schlesische Oberlausitz.

## Kultur und Sehenswürdigkeiten

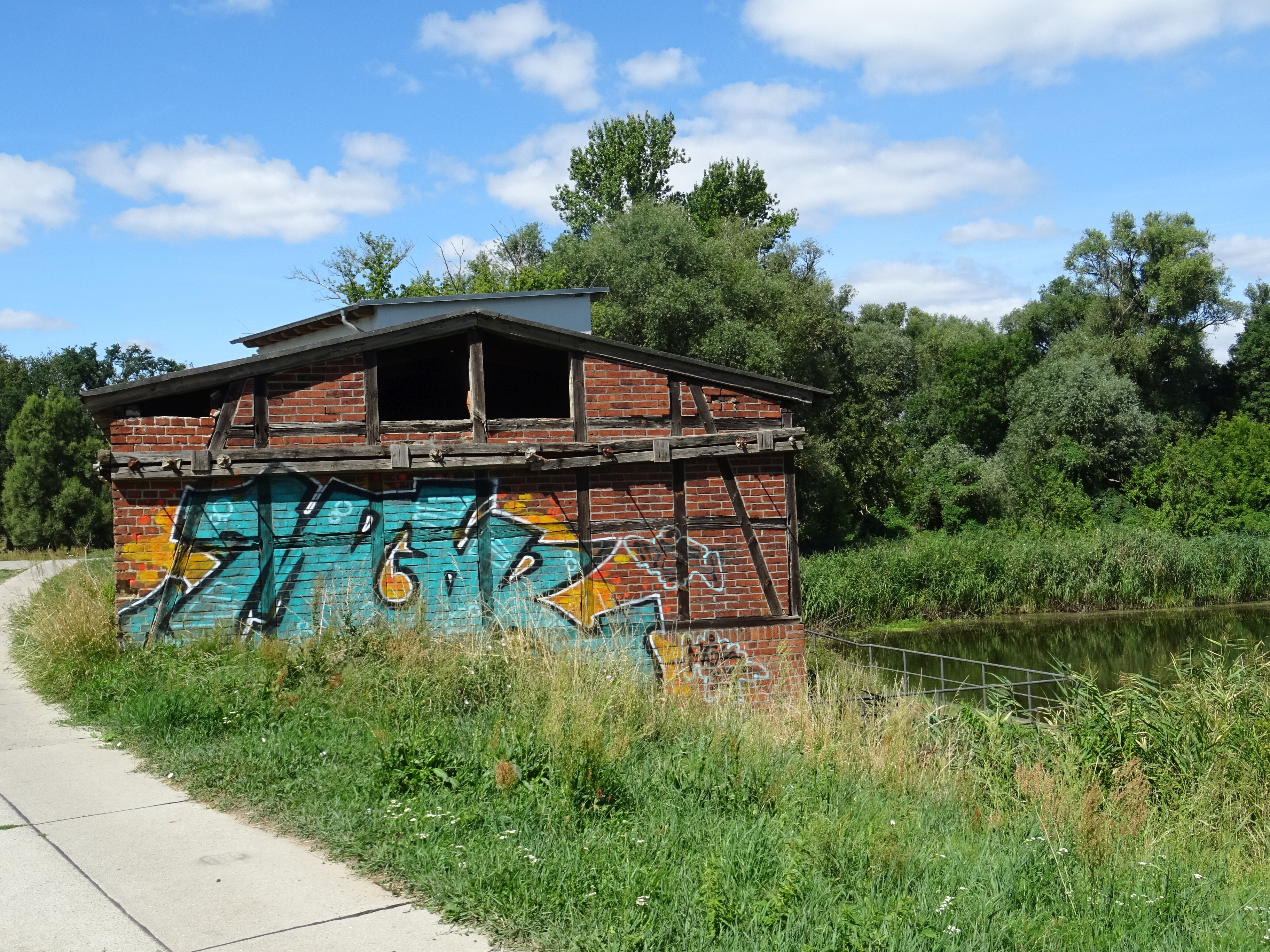
Altes Schöpfwerk Vehlgast

- Die evangelische Dorfkirche Vehlgast, ein neugotischer Backsteinbau, stammt aus dem Jahre 1864.[1]
- Das alte Schöpfwerk Vehlgast wird seit Dezember 2018 durch den Verein Altes Schöpfwerk Vehlgast e. V. saniert. Im unteren Bereich soll die erhaltene Technik als technisches Denkmal präsentiert werden, der neu entstandene Raum im ersten Stock soll kulturellen Zwecken dienen.[12]